# Rochelle Costi
Rochelle Costi   (Caxias do Sul, 1961 - São Paulo, 26 de novembre de 2022) fou una artista plàstica i fotògrafa brasilera.
Va estudiar comunicació a la Pontifícia Universitat Catòlica de Río Grande del Sur, on va ingressar el 1981. Després va iniciar professionalment l'exercici de la fotografia i va fer diferents cursos a la Universitat Federal de Minas Gerais. També va estudiar entre 1991 i 1992 a l'escola d'art Central Saint Martins i a Camera Work, a Londres. La seva obra està inclosa en col·leccions de museus de Brasil, Espanya i els Estats Units.

## Obra
- Sem titulo: Untitled: Sense títol (Metalivros, 2005)

### Exposicions individuals
- Toalhas, VI Bienal de La Habana, Fortaleza El Morro, 1997
- Oportunidades Ópticas. Galeria UFF, Niterói, Brasil, 1994
- Pós-Imagem. Programa de Exposições do Centro Cultural, Fundação Bienal de São Paulo, Brasil, 1994
- Ser Um, Galería Arte & Fato, Porto Alegre, Brasil, 1987
- Vi Vendo Re Trato, Museu da Imagem e do Som, Rio de Janeiro, Brasil, 1985
- Vi Vendo Re Trato, Funarte, São Paulo, Brasil, 1985
- Vi Vendo Re Trato, Itaú Galeria. Belo Horizonte, Brasil, 1984
- Tentativa de Vôo. Margs, Porto Alegre, Brasil, 1983

## Premis i reconeixements
- Premi Nacional de Fotografia de la Fundació Nacional de les Arts de Brasil, 1999
- Premi Marc Ferrez de la Fundació Nacional de les Arts de Brasil, 1997